# Batrachospermaceae
Batrachospermaceae, porodica crvenih alga u redu Batrachospermales. Postoji 213 vrsta u 20 rodova, a ime je dobila po rodu Batrachospermum kojemu pripada stotinu vrsta 77 vrsta.

## Rodovi
1. Acarposporophycos O.Necchi 1
2. Ahidranoa E.Fischer, D.Killmann & D.Quant 	1[2]
3. Balliopsis G.W.Saunders & Necchi 2
4. Batrachospermum Roth 60
5. Kumanoa Entwisle, M.L.Vis, W.B.Chiasson, Necchi & A.R.Sherwood 55
6. Lympha J.R.Evans, I.S.Chapuis & M.L.Vis 1
7. Montagnia Necchi, M.L.Vis & A.S.Garcia 2
8. Nocturama Entwisle & M.L.Vis 1
9. Nothocladus Skuja 17
10. Paludicola Necchi & M.L.Vis 15
11. Petrohua G.W.Saunders 1
12. Psilosiphon Entwisle 1
13. Sheathia Salomaki & M.L.Vis 23
14. Sirodotia Kylin 14
15. Torularia Bonnemaison 3
16. Tuomeya Harvey 1
17. Virescentia (Sirodot) Necchi, D.C.Agostinho & M.L.Vis 7
18. Visia O.Necchi 4
19. Volatus I.S.Chapuis & M.L.Vis 3
20. Wattsia Skuja ex T.J.Entwisle & H.J.Foard 1